# Six-red World Championship
Sangsom 6 Red World Grand Prix — пригласительный турнир по снукеру с шестью красными, проводящийся в Montien Riverside Hotel в Бангкоке, Таиланд. Данный формат (6 красных) пока считается экспериментальным, его цель — оценить реакцию публики и самих игроков. Этот шаг был сделан с целью увеличения внимания публики к снукеру, исходя из того, что традиционная аудитория — британская — в общем-то пресытилась снукером, и делается всё возможное, чтобы поднять интерес зрителей. Пока подобные выставочные турниры проводятся вне сферы контроля WPBSA. Данный турнир проводится под эгидой Азиатской Ассоциации Бильярдного Спорта. Почти половину игроков составляют представители мэйн-тура, остальные — лучшие игроки из Азии, в основном из Таиланда. При таком формате игры максимальный брейк может составить 75 очков. В сезоне 2008/09 турнир выиграл Рики Уолден. Было зафиксировано шесть 75-очковых максимума. В сезоне 2009/10 победу одержал любимец публики Джимми Уайт. На этом турнире были сделаны 3 максимальных брейка, причём один из них принадлежит Уайту. В 2010 году чемпионом стал Марк Селби.

## Формат
На предварительной стадии — 8 групп по 6 игроков. 
 По 4 игрока из каждой группы выходят в 1/16. Далее — плей-офф.

## Призовой фонд на 2009 год
- Победитель — 1,000,000 baht (примерно 30000 $)
- Финалист — 500,000 baht (примерно 15000 $)
- Полуфиналисты — 250,000 baht (примерно 7500 $)
- Участники 1/4 — 150,000 baht (примерно 4400 $)
- Участники 1/8 — 70,000 baht (примерно 2000 $)
- Участники 1/16 — 35,000 baht (примерно 1000 $)
- Призовой фонд — 3,720,000 baht (примерно 110000 $)

## Победители
| Год                                 | Чемпион        | Финалист       | Счёт в финале | Сезон   |
| ----------------------------------- | -------------- | -------------- | ------------- | ------- |
| Sangsom 6-red Snooker International |                |                |               |         |
| 2008                                | Рики Уолден    | Стюарт Бинэм   | 8:3           | 2008/09 |
| Sangsom 6-red World Grand Prix      |                |                |               |         |
| 2009                                | Джимми Уайт    | Барри Хокинс   | 8:6           | 2009/10 |
| Sangsom 6-red World Championship    |                |                |               |         |
| 2010                                | Марк Селби     | Рики Уолден    | 8:6           | 2010/11 |
| 2012                                | Марк Дэвис     | Шон Мёрфи      | 8:4           | 2012/13 |
| 2013                                | Марк Дэвис     | Нил Робертсон  | 8:4           | 2013/14 |
| 2014                                | Стивен Магуайр | Рики Уолден    | 8:7           | 2014/15 |
| 2015                                | Тепчайя Ун-Ну  | Лян Вэньбо     | 8:2           | 2015/16 |
| 2016                                | Дин Цзюньхуэй  | Стюарт Бинэм   | 8:7           | 2016/17 |
| 2017                                | Марк Уильямс   | Тепчайя Ун-Нух | 8:2           | 2017/18 |
| 2018                                | Кайрен Уилсон  | Дин Цзюньхуэй  | 8:4           | 2018/19 |
| 2019                                | Стивен Магуайр | Джон Хиггинс   | 8:6           | 2019/20 |
| 2023                                |                |                |               | 2022/23 |